# Термобарьерные покрытия
Термобарьерные покрытия (TBC, ТБП) — вид покрытий, применяемый для изолирования компонентов, в частности, частей газотурбинных двигателей, работающих при повышенной температуре. 
Типичные примеры применения покрытий — лопатки турбины, камеры сгорания, системы трубопроводов и сопловой направляющий аппарат. ТБП сделали возможным увеличение рабочей температуры газовых турбин, а следовательно и повышение их КПД.
ТБП характеризуются очень низкой теплопроводностью, это покрытие, поддерживающее большой температурный градиент в случае, когда подвергается воздействию теплового потока. Наиболее часто используемый материал для ТБП — диоксид циркония, стабилизированный оксидом иттрия (YSZ), которая показывает сопротивление тепловому удару и тепловой усталости до 1150 °C. YSZ в основном наносится плазменным напылением и электронно-лучевым физическим осаждением из паровой фазы (EBPVD). Также может быть использовано высокоскоростное газопламенное напыление HVOF, в частности износостойкие свойства этого материала также используются для предотвращения износа лопаток.
Стандартная технология — алюминировние и предварительное нанесение на материал основы (как правило, жаропрочные сплавы на основе никеля или кобальта) связующего покрытия MCrAlY. Промежуточный слой необходим для компенсации остаточных напряжений, которые могли бы в противном случае развиться в системе покрытий, из-за различия коэффициентов теплового расширения металлической основы и керамического ТБП.
По характеру работ детали можно классифицировать термобарьерные покрытия: а) циклические температурные нагрузки (например лопатки турбин авиадвигателя) б) единичные температурные покрытия (снаряды орудий).
Основной проблемой использования термобарьерных покрытий является разница коэффициентов теплового расширения материалов детали и покрытия. При большой разнице коэффициента в рабочем диапазоне температур детали, происходит растрескивание покрытия, после чего деталь постепенно утрачивает термобарьерные свойства. Данная проблема решается более тщательным подбором материалов.